# Synidotea media
Synidotea media is een pissebed uit de familie Idoteidae. De wetenschappelijke naam van de soort is voor het eerst geldig gepubliceerd in 1972 door Iverson.